# David Pel
David Pel (* 9. Juli 1991 in Amstelveen) ist ein niederländischer Tennisspieler.

## Karriere
David Pel ist hauptsächlich auf den Turnieren der ITF Future Tour und ATP Challenger Tour unterwegs und konzentriert sich dabei auf das Doppel. Auf der Future Tour konnte er bisher elf Erfolge im Doppel feiern. Seinen ersten Titel auf der Challenger Tour holte er im Juli 2017 gemeinsam mit Tomasz Bednarek in Mailand.
Zu seiner Premiere auf der ATP World Tour kam er durch eine Wildcard in ’s-Hertogenbosch. Zusammen mit seinem Partner Tallon Griekspoor traf er in der ersten Runde auf das Duo Santiago González und Adil Shamasdin. Diesen unterlag er in drei Sätzen.

## Erfolge
| Legende (Anzahl der Siege)  |
| Grand Slam                  |
| ATP World Tour Finals       |
| ATP World Tour Masters 1000 |
| ATP World Tour 500          |
| ATP World Tour 250 (1)      |
| ATP Challenger Tour (23)    |

| ATP-Titel nach Belag |
| Hartplatz (0)        |
| Sand (1)             |
| Rasen (0)            |

### Doppel

#### Turniersiege

##### ATP World Tour
| Nr. | Datum         | Turnier | Belag | Partner       | Finalgegner                    | Ergebnis |
| --- | ------------- | ------- | ----- | ------------- | ------------------------------ | -------- |
| 1.  | 18. Juli 2021 | Båstad  | Sand  | Sander Arends | Andre Begemann Albano Olivetti | 6:4, 6:2 |

##### ATP Challenger Tour
| Nr. | Datum              | Turnier              | Belag         | Partner            | Finalgegner                               | Ergebnis           |
| --- | ------------------ | -------------------- | ------------- | ------------------ | ----------------------------------------- | ------------------ |
| 1.  | 1. Juli 2017       | Mailand              | Sand          | Tomasz Bednarek    | Filippo Baldi Omar Giacalone              | 6:1, 6:1           |
| 2.  | 20. Mai 2018       | Heilbronn            | Sand          | Rameez Junaid      | Kevin Krawietz Andreas Mies               | 6:2, 2:6, [10:7]   |
| 3.  | 5. Oktober 2018    | Florenz              | Sand          | Rameez Junaid      | Filippo Baldi Salvatore Caruso            | 7:5, 3:6, [10:7]   |
| 4.  | 28. Juli 2019      | Tampere              | Sand          | Sander Arends      | Iwan Nedelko Alexander Schurbin           | 6:0, 6:2           |
| 5.  | 3. August 2019     | Segovia              | Sand          | Sander Arends      | Orlando Luz Felipe Meligeni Alves         | 6:4, 7:63          |
| 6.  | 30. August 2019    | Mallorca             | Hartplatz     | Sander Arends      | Karol Drzewiecki Szymon Walków            | 7:5, 6:4           |
| 7.  | 23. Februar 2020   | Koblenz (1)          | Hartplatz (i) | Sander Arends      | Julian Lenz Yannick Maden                 | 7:64, 7:63         |
| 8.  | 29. August 2020    | Prag                 | Sand          | Sander Arends      | André Göransson Gonçalo Oliveira          | 7:5, 7:65          |
| 9.  | 24. Oktober 2020   | Ismaning             | Teppich (i)   | Andre Begemann     | Lloyd Glasspool Alex Lawson               | 5:7, 7:62, [10:4]  |
| 10. | 23. Januar 2021    | Istanbul             | Hartplatz (i) | André Göransson    | Lloyd Glasspool Harri Heliövaara          | 4:6, 6:3, [10:8]   |
| 11. | 2. April 2022      | Saint-Brieuc         | Hartplatz (i) | Sander Arends      | Jonathan Eysseric Robin Haase             | 6:3, 6:3           |
| 12. | 7. Mai 2022        | Mauthausen           | Sand          | Sander Arends      | Johannes Härteis Benjamin Hassan          | 6:4, 6:3           |
| 13. | 13. August 2022    | Meerbusch            | Sand          | Szymon Walków      | Neil Oberleitner Philipp Oswald           | 7:5, 6:1           |
| 14. | 17. September 2022 | Rennes (1)           | Hartplatz (i) | Jonathan Eysseric  | Dan Added Albano Olivetti                 | 6:4, 6:4           |
| 15. | 8. Oktober 2022    | Mouilleron-le-Captif | Hartplatz (i) | Sander Arends      | Purav Raja Divij Sharan                   | 6:71, 7:66, [10:6] |
| 16. | 14. Januar 2023    | Oeiras               | Hartplatz (i) | Sander Arends      | Patrik Niklas-Salminen Bart Stevens       | 6:3, 7:63          |
| 17. | 11. März 2023      | Lugano               | Hartplatz (i) | Zizou Bergs        | Constantin Frantzen Hendrik Jebens        | 6:2, 7:66          |
| 18. | 17. September 2023 | Rennes (2)           | Hartplatz (i) | Sander Arends      | Antoine Escoffier Niki Kaliyanda Poonacha | 6:3, 6:2           |
| 19. | 3. August 2024     | Lüdenscheid          | Sand          | Bart Stevens       | Matwé Middelkoop Denys Moltschanow        | 6:4, 2:6, [10:8]   |
| 20. | 12. Oktober 2024   | Roanne               | Hartplatz (i) | Nicolás Barrientos | Jakub Paul Matěj Vocel                    | 4:6, 6:3, [10:6]   |
| 21. | 2. Februar 2025    | Koblenz (2)          | Hartplatz (i) | Jakub Paul         | Geoffrey Blancaneaux Joshua Paris         | kampflos           |
| 22. | 8. Februar 2025    | Lille                | Hartplatz (i) | Jakub Paul         | Karol Drzewiecki Piotr Matuszewski        | 6:3, 6:4           |
| 23. | 8. März 2025       | Thionville           | Hartplatz (i) | Jakub Paul         | Matteo Martineau Luca Sanchez             | 6:1, 6:4           |

#### Finalteilnahmen
| Nr. | Datum         | Turnier   | Belag         | Partner        | Finalgegner                      | Ergebnis  |
| --- | ------------- | --------- | ------------- | -------------- | -------------------------------- | --------- |
| 1.  | 14. März 2021 | Marseille | Hartplatz (i) | Sander Arends  | Lloyd Glasspool Harri Heliövaara | 5:7, 6:74 |
| 2.  | 12. Juli 2025 | Wimbledon | Rasen         | Rinky Hijikata | Julian Cash Lloyd Glasspool      | 2:6, 6:73 |